# Liste von Sendeanlagen in Sachsen
Die Liste von Sendeanlagen in Sachsen umfasst Sendeanlagen insbesondere für Fernsehen, Hörfunk, Amateurfunk, Mobilfunk und Richtfunk in Sachsen.

## Sendeanlagen
| Name                           | Stadt / Landkreis                          | Berg                    | Höhe     | Baujahr                   | Betreiber des Senders | Funktionen                            | Bemerkungen                                            |
| ------------------------------ | ------------------------------------------ | ----------------------- | -------- | ------------------------- | --------------------- | ------------------------------------- | ------------------------------------------------------ |
| Sendeturm Chemnitz-Reichenhain | Chemnitz                                   | Schenkenberg (Chemnitz) | 99 m     | Mitte der 1980er Jahre    | ?                     | UKW, DVB-T, Mobilfunk, Richtfunk      | Stahl                                                  |
| Fernsehturm Dresden            | Dresden                                    | -                       | 252 m    | 1963–1969                 | Deutsche Funkturm     | UKW, DAB, DVB-T, Richtfunk            |                                                        |
| Sender Geyer                   | Erzgebirgskreis                            | -                       | 192,85 m | 1972–1973                 | Deutsche Funkturm     | UKW, DAB, DVB-T, Mobilfunk, Richtfunk |                                                        |
| Sender Hoyerswerda/Zeißig      | Landkreis Bautzen                          | -                       | 176 m    | 1959–1961                 | Deutsche Funkturm     | UKW                                   | Stahl                                                  |
| Sender Katzenstein             | Erzgebirgskreis                            | -                       | 60 m     | 1955                      | -                     | UKW                                   | 1973 stillgelegt und abgebaut                          |
| DVB-T-Sendeturm Leipzig        | Leipzig                                    | -                       | 170 m    | 1986, Antennenanlage 2005 | Deutsche Funkturm     | DAB, DVB-T, Mobilfunk                 | Schornstein, 2016 stillgelegt                          |
| Fernmeldeturm Leipzig          | Leipzig                                    | -                       | 132 m    | 1995                      | Deutsche Funkturm     | UKW, Richtfunk                        |                                                        |
| Funkturm Leipzig               | Leipzig                                    | -                       | 190,7 m  | 2015                      | Deutsche Funkturm     | DAB, DVB-T                            | Stahl, Ersatz für DVB-T-Sendeturm                      |
| Sender Oschatz                 | Landkreis Nordsachsen                      | Collmberg               | 100 m    | 2004                      | Deutsche Funkturm     | UKW, Richtfunk                        | Stahlbeton, alter Turm Baujahr 1960 in 2005 abgerissen |
| Sender Reichenbach/O.L.        | Landkreis Görlitz                          | -                       | 50 m     | 1999                      | Media Broadcast       | MW                                    | stillgelegt, 2013 abgebaut                             |
| Sender Schafberg/Löbau         | Landkreis Görlitz                          | Schafberg (Löbau)       | 162 m    | 1988                      | Deutsche Funkturm     | UKW, DAB, DVB-T, Richtfunk            | Stahl                                                  |
| Sender Schöneck                | Vogtlandkreis                              | -                       | 176 m    | 1959–1961                 | Deutsche Funkturm     | UKW, DVB-T, DAB                       | Stahl                                                  |
| Funkturm Totenstein            | Chemnitz                                   | Totenstein              | -        | -                         | -                     | DAB bis 2014, Richtfunk, Mobilfunk    |                                                        |
| Sender Wiederau                | Landkreis Leipzig                          | -                       | 212 m    | 1969–1970                 | Media Broadcast       | UKW, MW, TV                           | TV stillgelegt, alle MW-Antennen abgerissen            |
| Sender Wilsdruff               | Landkreis Sächsische Schweiz-Osterzgebirge | -                       | 153 m    | 1952–1953                 | Media Broadcast       | MW                                    | Stahl, 2013 stillgelegt, Funkmast 2021 abgerissen      |